# Los diez mil mártires

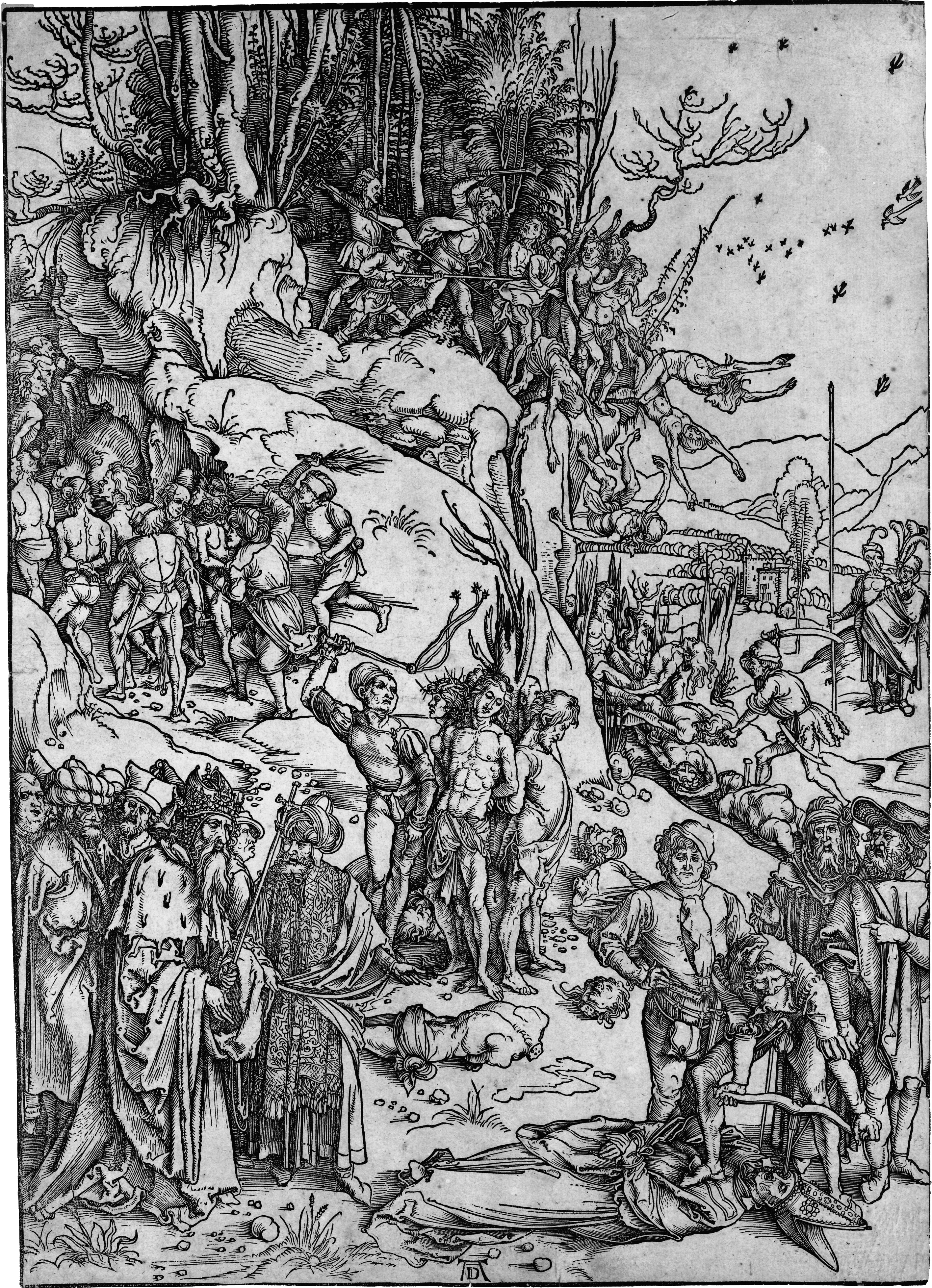
Grabado de Durero, 1497.

Los diez mil mártires son un grupo de mártires cristianos de la época de las persecuciones  que, según la tradición, fueron diez mil soldados romanos, liderados por el primicerius Acacio, que sufrieron el martirio, por orden del emperador romano, a manos de los partos y de los esbirros del rey del Cáucaso. El hecho (que no se localiza en el tiempo) habría tenido lugar en Armenia, en el monte Ararat (o, según otras versiones, en Nicomedia). San Acacio de Armenia y sus compañeros fueron martirizados por negarse a abjurar del cristianismo, tras haberse convertido como consecuencia de la milagrosa intervención de un ángel; lo que les había llevado a la victoria, tras la inicial derrota de su expedición, que pretendía sofocar la rebelión de las provincias del Éufrates. La que parece ser primera fuente escrita que narra esta historia es una passio o hagiografía del siglo XIII, que se hace pasar por traducción latina de Anastasius Bibliothecarius (siglo IX) sobre un presunto original griego; pero que Radulfo di Rivo (o Raoul de Tongres) (siglo XIV) rechaza como "invención piadosa". El texto parece un calco de la Passio Acaunensium Martyrium de Euquerio de Lyon (siglo V), donde se narra el martirio de San Mauricio y la legión tebana.
Su festividad tampoco está claramente establecida. En la iglesia católica, el 18 de marzo, según el Martirologio Romano, se conmemora a "diez mil santos mártires [en Nicomedia], que fueron pasados por la espada por la confesión de Cristo". También hay una referencia para la misma fecha en la liturgia de la iglesia ortodoxa (Synaxarion: "miríadas de santos mártires, por la espada, en Nicomedia"). En cuanto a los "diez mil santos mártires del Ararat", en el Martirologio Romano hay una entrada similar para el 22 de junio ("en el Monte Ararat, el martirio de diez mil santos mártires, que fueron crucificados"); y en el Synaxarium otra  para el 1 de junio ("diez mil santos mártires" en Antioquía, bajo el emperador Decio).
A pesar de su cuestionable veracidad, su veneración y representación estuvo muy extendida, especialmente en Suiza y el sur de Alemania, entre los siglos XIV y XVI. Según el pseudo-Anastasius, sus reliquias habrían sido distribuidas por muchas ciudades de Occidente, donde suscitaron toda clase de milagros.
Su número les hace confundirse con tradiciones similares de martirios multitudinarios, especialmente con la de San Mauricio y la legión tebana, ya citada, y con la del martirio de las oncemil vírgenes.

## Iconografía

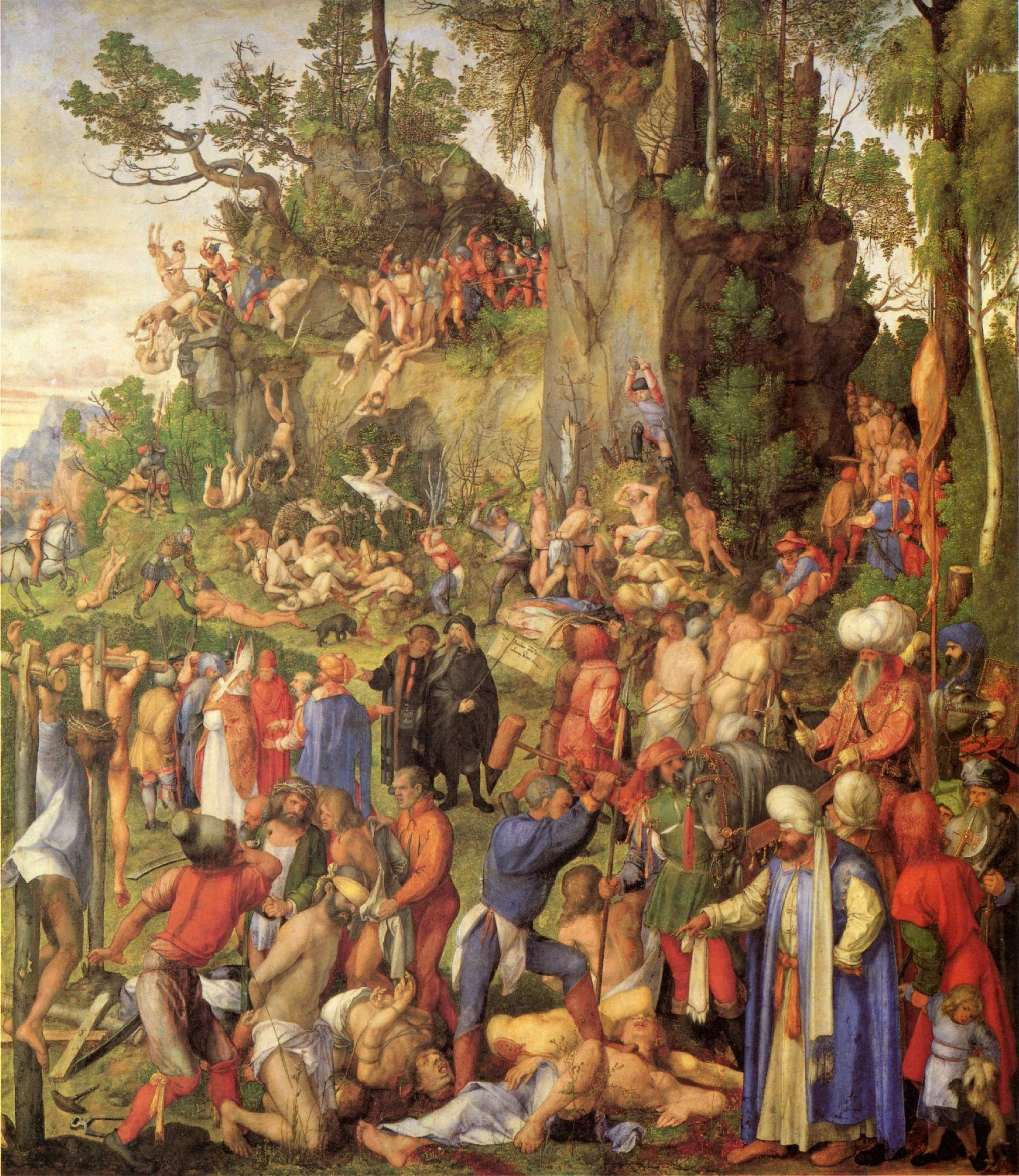
El martirio de los diez mil cristianos, de Alberto Durero, 1508.
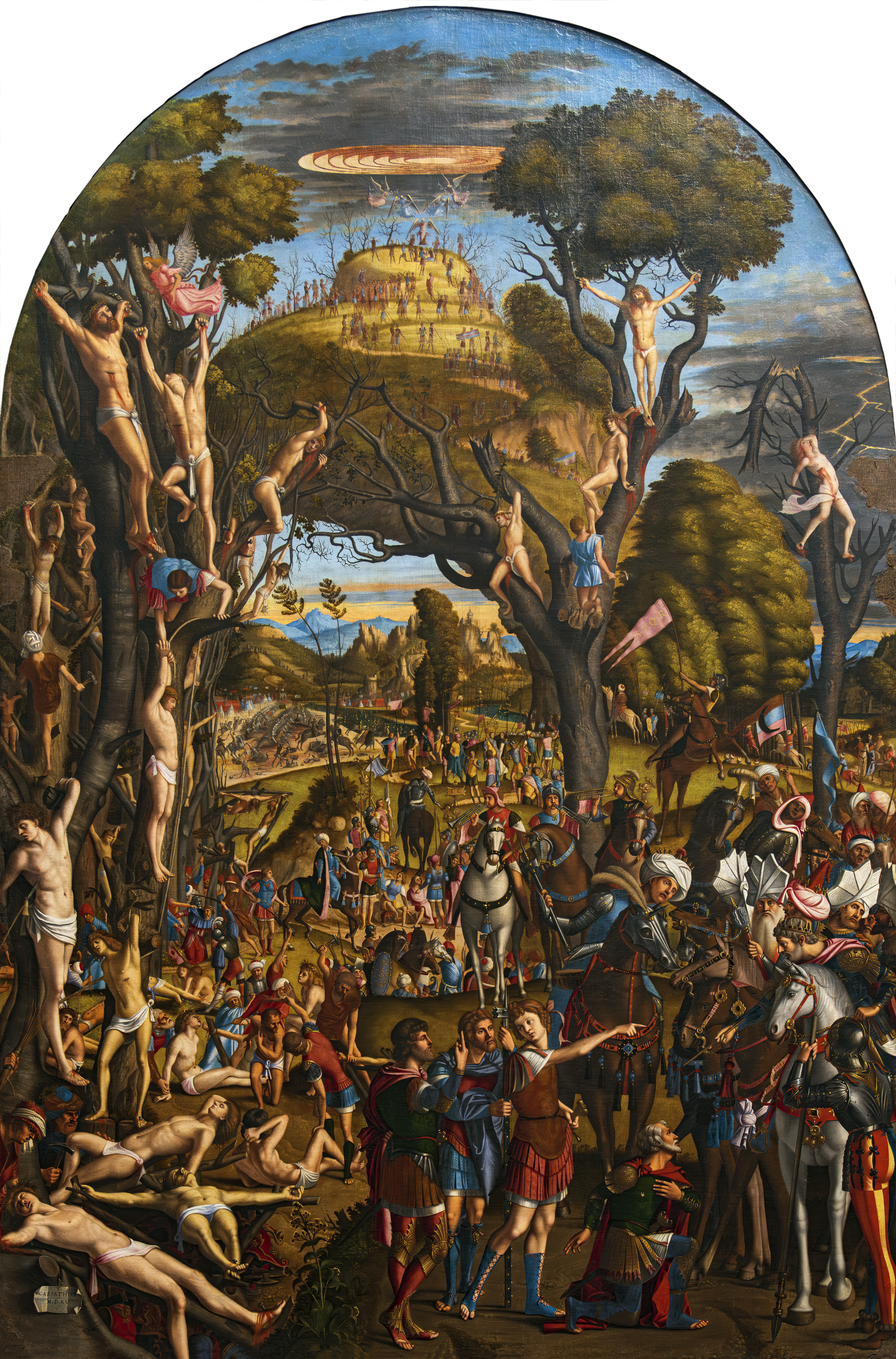
Vittore Carpaccio, 1515.
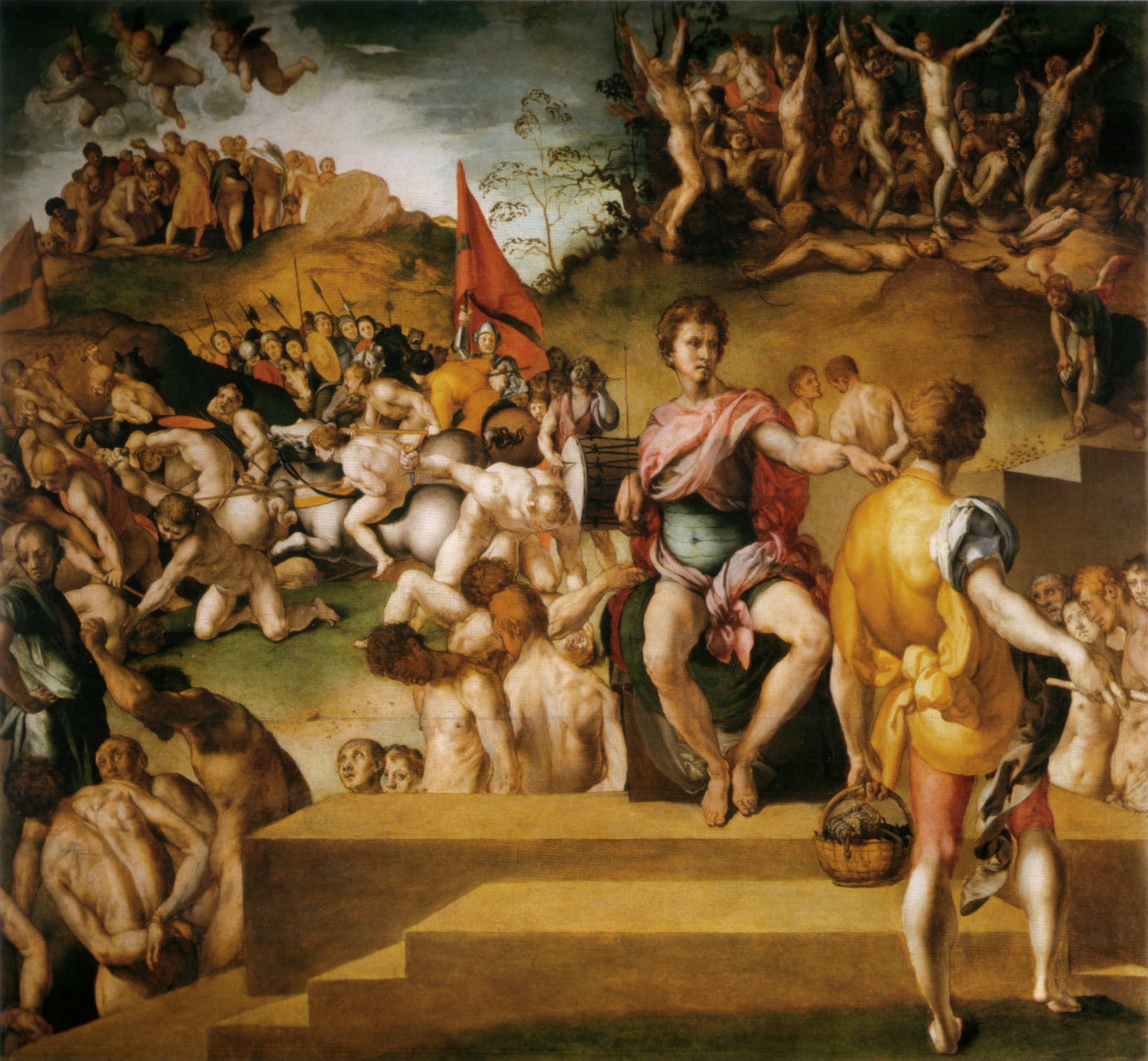
Pontormo, 1529-1530.
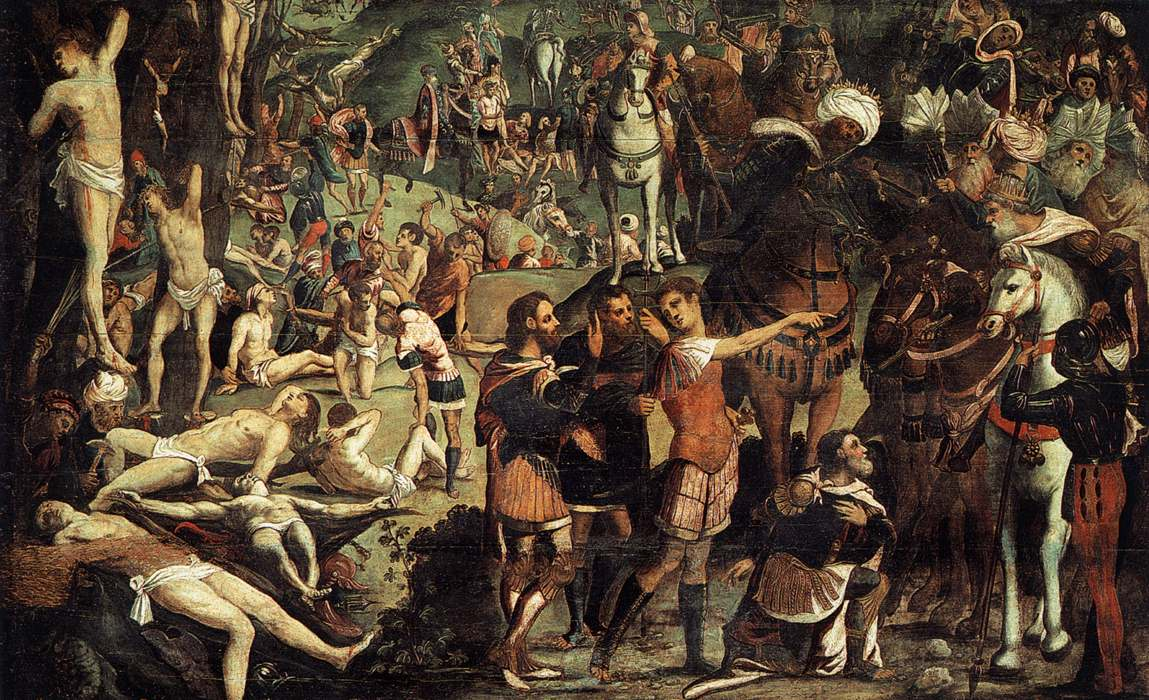
Tintoretto, 1538.
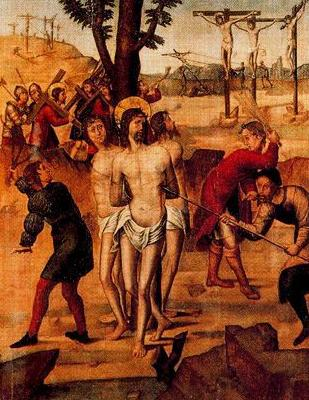
Anónimo toledano, siglo XVI.
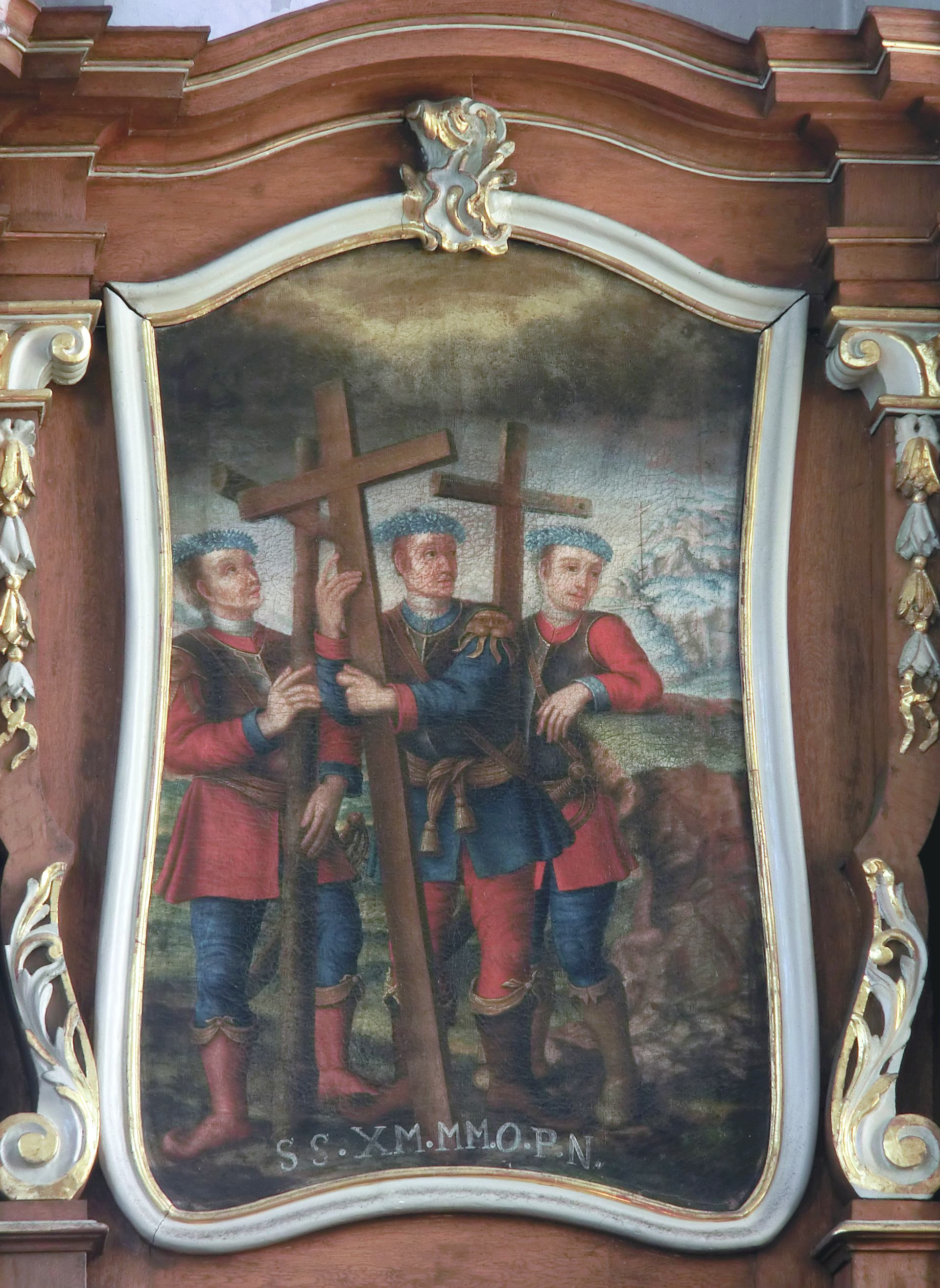
Anónimo, iglesia de Villmar (Alemania), 1763.